# 1. līga
Die 1. līga ist die zweithöchste Spielklasse im lettischen Fußball. Von 2007 bis 2008 trug die Liga den Namen eines Sponsoren und nannte sich Traffic 1. līga. Seit 2015 wird der Sportartikelhändler Komanda als Titel-Sponsor genutzt.

## Modus
Die Ligasaison richtet sich nach dem Kalenderjahr. Die Anzahl der Mannschaften veränderte sich mehrfach. In der Saison 2018 spielten 12 Teams in der 1. līga. In der Saison 2019 waren es nur noch 10 Mannschaften und 2021 nur noch 9 Teams. 2022 wurde auf 14 Teams aufgestockt.
Jede Mannschaft spielt dreimal gegen alle anderen Mannschaften. Pro Team ergeben sich damit 24 Saisonspiele. Der Tabellenerste steigt am Saisonende direkt in die Virslīga auf. Der Zweitplatzierte spielt eine Relegation gegen den Vorletzten der Virslīga. Die beiden Tabellenletzten steigen in die drittklassige 2. līga ab.

## Mannschaften der Saison 2025
| - JDFS Alberts (Riga) - Riga FC II (Rīga) - RFS II (Rīga) - Skanstes SK (Rīga) - FK Riga Mariners (Rīga) - Augšdaugavas NSS (Ilūkste) - Mārupes SC (Mārupe) | - AFA Olaine (Olaine) - Ogre United (Ogre) - Rēzeknes FA/BJSS (Rēzekne) - Leevon PPK (Saldus) - FK Smiltene (Smiltene) - Tukums 2000 II (Tukums) - JFK Ventspils (Ventspils) |  |

## Meister seit 1992
| - 1992 – FK Decemviri - 1993 – FK Gemma-RFS - 1994 – FK Kvadrāts - 1995 – FK Jūrnieks - 1996 – FK Vecrīga - 1997 – FK Ranto-AVV - 1998 – Policijas FK - 1999 – LU/Daugava - 2000 – FK Zibens/Zemessardze - 2001 – FK Auda | - 2002 – FK RKB-Arma - 2003 – FK Jūrmala - 2004 – FK Ventspils II - 2005 – Skonto Riga II - 2006 – JFK Olimps - 2007 – FK Vindava Ventspils - 2008 – FC Daugava Daugavpils - 2009 – FK Jelgava - 2010 – FB Gulbene - 2011 – FS Metta-LU | - 2012 – FK Liepājas Metalurgs II - 2013 – BFC Daugavpils - 2014 – FB Gulbene - 2015 – FC Caramba/Dinamo Riga - 2016 – SK Babīte - 2017 – Valmieras FK - 2018 – BFC Daugavpils - 2019 – FK Tukums 2000/TSS - 2020 – FC Lokomotiv Daugavpils - 2021 – FK Auda | - 2022 – FS Jelgava - 2023 – Grobiņas SC - 2024 – SK Super Nova |